# El Duraznal, Oaxaca
El Duraznal är en ort i Mexiko.   Den ligger i kommunen Tamazulápam del Espíritu Santo och delstaten Oaxaca, i den sydöstra delen av landet, 400 km sydost om huvudstaden Mexico City. El Duraznal ligger 2 034 meter över havet och antalet invånare är 291.
Terrängen runt El Duraznal är bergig österut, men västerut är den kuperad. Runt El Duraznal är det ganska glesbefolkat, med 25 invånare per kvadratkilometer. Närmaste större samhälle är Tamazulápam del Espíritu Santo, 8,7 km väster om El Duraznal. I omgivningarna runt El Duraznal växer i huvudsak städsegrön lövskog.